# Гевгеличани
Гевгеличани (на македонска литературна норма: гевгеличани) са жителите на град Гевгели (Гевгелия), Северна Македония. Това е списък на най-известните от тях.

## Родени в Гевгели
А — Б — В — Г — Д —
Е — Ж — З — И — Й —
К — Л — М — Н — О —
П — Р — С — Т — У —
Ф — Х — Ц — Ч — Ш —
Щ — Ю — Я

### А
- Алекса Атанасов Арабаджиев (? – 1907), български революционер, четник на ВМОРО, убит на 15 юли 1907 година в местността Кърлик край Габрово, заедно с Иван Стоев (? - 1907) от Смоймирово[1]
- Ангелуш Попиванов, български революционер от ВМОРО, ръководител на Гевгелийска революционна околия до септември 1903

- Атанас Арабаджиев (1914-1982), български офицер, генерал-майор

### Б
- Блаже Миневски (р. 1961), писател от Северна Македония

### В
- Вангелина Маркудова (р. 1956), северномакедонска юристка
- Васил Гучев (р.1930), физик от Северна Македония
- Васил Джорлев, гръцки андартски деец
- Васил Паноров (? – 1907), български революционер, четник на ВМОРО, убит на 28 март 1907 година в Стояково[2]
- Васил Танев (1897 – 1941), български комунист
- Васка Дуганова (1922-1996), югославска партизанка и деец на НОВМ
- Владимир Кирилов Иванов (1911 - ?), интербригадист[3]

### Г
- Георги Старделов (р.1930), есеист и литературен критик от Северна Македония, председател на МАНИ
- Георги Танов Зафиров, български учител и революционер, деец на ВМОРО, изчезнал безследно след забягването си от село Гявато[1]
- Георги Хаджимитрев (1895 - 1945, Георги Гевгелийски), български революционер от ВМРО
- Георги Герджикович (1880 – 1911), сърбоманин, деец на македонската емиграция в Сърбия.
- Георгиос Вафопулос (1903 - 1996), гръцки поет[4]
- Гоце Николов-Рибаря (р. 1899 - ?), интербригадист[5]
- Григор Иванов (1883 - 1927), български революционер от ВМОРО
- Григор Гонов Йосифов, български революционер, четник на ВМОРО[2]

### Д
- Дельо Зафиров (1856 – 1932), български революционер от ВМОРО
- Димитър Бъчваров (1915 – 2011), български военен летец, полковник
- Димитър Гонов Стамов (? – 1902), български учител и революционер, четник на ВМОРО, загинал на 20 юли 1902 година в село Бугариево[1]
- Димитър Зафировски (1907 – 1973), български комунист, член на АСНОМ
- Димитър Иванов (1902 – ?), български езиковед
- Димитър Караколев, български общественик, председател на Гевгелийската секция на Македонското културно-просветно дружество „Гоце Делчев“ в София към 1974 година[6]
- Димитър Хаджинаков, член на ВМОРО от 1895 година и член на околийския комитет на ВМОРО в Гевгели от февруари 1904 година[7]
- Динка Зафиров Пецов Хаджимитрев, български революционер, четник на ВМОРО[1]
- Динка Хаджитанов (? – 1905), български революционер, четник на ВМОРО, загинал на 30 декември 1905 година в местността Пенчо край Серменин[1]
- Дино Доганов (1866 - след 1942), български революционер, деец на ВМОРО
- Димитрие Беширович, югославски търговец и депутат[8]
- Драгица Гявочанова (р. 1974), учителка и политик от Северна Македония

### Е
- Екатерина Хаджигеоргиева (1885 - 1904), гръцка просветна деятелка и революционерка

### З
- Зафо Дельов Зафиров, български революционер, четник на ВМОРО[2]

### И
- Иван Баялцалиев (? – 1937), български революционер
- Иван Димов, български революционер
- Иван Дойчинов (1909-1991), югославски партизанин и деец на НОВМ
- Иван Палазов, български просветен деец
- Иван Попов, български учител в родния си град преди 1872 година, а след това свещеник[9]
- Илия Джаджев (1926 – 1991), поет от Социалистическа република Македония
- Илия Докторов (1876 – 1947), български революционер
- Илия Танев Михов – Папанин (1911 – 1943), български партизанин[10]
- Ичо Доганов, български общественик

### Й
- Йероним Стамов (1888 – 1949), български католически духовник и общественик
- Йово Камберски (1923 – 1995), писател от Северна Македония
- Йосиф Йосифовски (1915 – 1943), комунистически партизанин

### К
- Кирил Манасиев (1909 – 1936), български общественик
- Конст. Христов, български революционер от ВМОРО, четник на Васил Аджаларски[12]

### Л
- Лазар Поптомов (? - 1903), български революционер, деец на ВМОРО, убит в Кюстендил от върховист

### М
- Мария Костадинова (р. 1972), педагожка и политик от Северна Македония
- Мария Стоянова, гръцка учителка и революционерка
- Милан Барджиев (? – 1903), български революционер от Гевгели, четник на ВМОРО, убит в боя при Клисурска Яворница на 24 август 1903 година[13]
- Милан Ризов (1921 – 1944), югославски партизанин, Струмишки партизански отряд[14]
- Милко Мирчев (1906 – 1973), български просветен деец и археолог
- Мильо Понов Камберов (? – 1904), български революционер, четник на ВМОРО, загинал на 26 юни 1904 година в местността Падалища край Църна река[1]
- Михаил Кочов, в 1907 година влиза без изпит (тоест вероятно е завършил турска гимназия) в новооткритото юридическо училище Хукук мектеби в Солун[15]

### Н
- Никола Кюркчиев (р.1954), политик от Северна Македония, депутат от СДСМ
- Никола К. Ников (1861 - 1925), български юрист, съдия и прокурор, член на Софийския апелативен съд и ВАС, завършил класическа гимназия и право в Москва в 1890 година,[16] деец на Гевгелийското братство в София[17]

### П
- Петър Джундев (1927 – ), политик от Социалистическа република Македония

### С
- Светослав Саев (1899 – ?), български офицер, полковник
- Свобода Анчева (1912 – 1999), българска и съветска комунистка
- Спаска Митрова (1983 - 2020), пробългарска активистка в Северна Македония
- Стефан Марковски (р. 1990), северномакедонски писател

### Т
- Таля Бикова (1927 – 1944), югославска партизанка, Струмишки партизански отряд[14]
- Тато Стефанов, български революционер от ВМОРО, четник на Тане Николов[18]
- Тенчо Иванов Вацев, български революционер, четник на ВМОРО[2]
- Тодор А. Каев, български просветен деец
- Тодор Петров (р. 1960), политик от Северна Македония, председател на Световния македонски конгрес
- Тома Баялцалиев (1870 – 1947), български революционер

### Х
- Христо Дельов Митренцев (? – 1903), български революционер, четник на ВМОРО, убит в сражението при Клисурска Яворница на 24 август 1903 година[2]
- Христо Динов Узунниколов, български революционер, четник на ВМОРО[2]
- Христо Николов (1880 - ?), сръбски учител
- Христофор Джорлев (1901 - 1987), гръцки лекар

### Я
- Яко Ташов Смолски, български революционер, деец на ВМОРО, умрял в затвора[19]

### Дейци на ВМОРО
- Към 1895 – 1896: Анастас Костадинов Вашилкин, Гоно Танов Стамов, Гоно Узун Николов, Гончо Елимов (обущар), Гончо Ташев Гошев, Дельо Митренцев и синовете му Мицо, Васил и Христо, Димитър Хаджинаков, Дино Георгиев Митов (бакърджия), Зайрин Георгиев Демирджиев, Иван Ангов (кръчмар), Иван Николов Димов, Кирил Хаджимицов, Лазар Костов Честовалиев, Лазо Дерменджиев, Мито Хр. Ковачев, Михаил Йосифов, Мицо Иванов Шопчето, Тано и Атанас Митов Арабаджиеви, Трайко Въртов, Христо Андреев Кехайов, Христо Дельов Пашалиев, Христо Пецев Хаджимитрев, Янаки Дуров[20]

### Македоно-одрински опълченци от Гевгели
- Борис Иванов Дойранлиев (1852 – след 1943),[21] служи в 11-а сярска дружина,[22] на 14 март 1943 година[21] като жител на Гевгели подава молба за българска народна пенсия; молбата е одобрена и пенсията е отпусната от Министерския съвет на Царство България[22]
- Демир Арабаджиев, 20 (21)-годишен, дърводелец (земеделец), основно образование, четата на Ичко Димитров, 2 рота на 15 щипска дружина[23]
- Йосиф Ангелов, 20-годишен, Солунски доброволчески отряд[24]
- Йосиф Андонов Андреев (1893-1978), 21-годишен, демирджия, четата на Гоце Бърдаров[25][26]
- Теохар Андонов, 17-годишен, шивач, I клас, четата на Аргир Манасиев[27]

## Починали в Гевгели
- Александър Стефанов Катров, български военен деец, поручик, загинал през Първата световна война[28]
- Васил Кънчев Стефанов, български военен деец, поручик, загинал през Първата световна война[28]
- Васил Янков Пандов, български военен деец, капитан, загинал през Първата световна война[28]
- Георги Тодоров Стоянов, български военен деец, подпоручик, загинал през Първата световна война[29]
- Иван Баялцалиев (? – 1937), български революционер
- Недялко Йовчев Тодоров, български военен деец, подпоручик, загинал през Първата световна война[29]
- Тодор Кушев (1901-1925), български революционер от ВМРО
- Филип Христов Сапунджиев, български военен деец, подпоручик, загинал през Първата световна война[30]
- Христоман Василев Кочев - Попчевски (1870 – 1904), български революционер от ВМОРО

## Свързани с Гевгели
- Антон Ташев, български учител в Гевгели и член на Гевгелийския околийски комитет на ВМОРО[31]
- Аргир Манасиев, през октомври 1897 година организира първата чета в Гевгелийско, в която влизат старите хайдути Иванчо Карасулията, Апостол войвода и Спиро Карасулски и по нареждане на Централния комитет през 1898 година поема ръководството на цялата революционна околия.
- Атанас Панайотов (1887 – ?), македоно-одрински опълченец, жител на Гевгели, родом от Старичани, 1 рота на 11 сярска дружина, носител на орден „За храброст“ IV степен[32]
- Георги Баялцалиев, български общественик
- Димитър Динев (1880 – 1963), български революционер и предприемач
- Екатерина Хр. Архимандритова, българска учителка в Гевгели през 1876 година, съоснователка на женското дружество „Възраждане“ в Солун[33]
- Илия Димитров, български учител в гевгелийските села през 1870-те, ръкоположен за свещеник през 1880 година[34]
- Нуне Димитров, български революционер от Прилеп, четник на ВМОРО, починал от туберкулоза[2]
- Стефан Гевгалов (1882 – 1956), български политик
- Трифон Греков (1893 – 1973), швейцарски и югославски лекар и общественик, деец на македонската емиграция в Швейцария, живее в Гевгели от средата на 1920-те